# 上海バンスキング
『上海バンスキング』（シャンハイバンスキング）は、斎藤憐の戯曲。日中戦争時（昭和初期）の上海を舞台に、時代に翻弄された人々を描いた音楽劇で、オンシアター自由劇場により1979年に初演された。第24回岸田國士戯曲賞受賞作。これまでに複数回、舞台化や映画化がされている。
バンスキングの"バンス"は英語のadvance borrowing（前借り）を省略した日本語。主人公のクラリネット奏者は、昭和13年から昭和16年（1938〜1941年）まで上海共同租界虹口区の北四川路（現・四川北路）横浜橋のたもとにあったダンスホール「ブルーバード」でバンマスをつとめたアルトサックス・クラリネット奏者である大川幸一をモデルにしている。
なお、この話の舞台になったクラブ「セントルイス」も「ブルーバード」をモデルにしている。

## 作品解説

### 概要
雑誌『新劇』1980年3月号に発表された。初演は1979年にオンシアター自由劇場によって上演された。その後も継続的に上演され、小劇場演劇としては記録的なロングラン公演となった。当時の劇評家たちにも絶賛され、オンシアター自由劇場は1979年の紀伊国屋演劇賞団体賞を受賞し、斎藤は1980年に岸田國士戯曲賞を受賞した。1984年と1988年の2度に渡って映画化され、1984年公開の映画では深作欣二が、1988年公開の映画では串田和美がそれぞれ監督を務めている。
「生バンドでつづる、黎明期のジャズマン達の恋と夢、あの街には、人を不幸にする夢が多すぎた…」というキャッチフレーズのもと、所属団員が総出演した。劇中で歌を歌うまどか役の吉田日出子はこれまでに歌手の経験はなく、登場するバンドもまた、プロのミュージシャンではなく、劇団員によって構成されたものであった。それにも関わらず大きな反響を呼び、劇団員によるバンドと、それをサポートするプロのミュージシャンの演奏のもと、吉田がメインボーカルとして劇中歌を披露するコンサートがスタジオアルタや六本木のライブハウス「ピット・イン」で開催された。また、吉田の歌唱が収録された数枚のアルバムが発売された。
この作品の上演以降、斎藤は浅草のレヴュー小屋を関連させた「黄昏のボードビル」や、新宿のムーランルージュ新宿座を題材にした「バーレスク1931」など、大衆芸能や娯楽に興じる人々の視点から昭和時代を描こうと試みている。

### 制作の背景
オンシアター自由劇場は、1966年に東京の麻布材木町（現在の六本木6・7丁目界隈）に開かれた劇場である。駆け出しの俳優と劇作家によって構成され、当初は斎藤も参加していた。1969年に初演となった「トラストD.E」は斎藤が手掛けた作品だが、劇中で歌や演奏を行う場面が登場し、稽古を行う過程で劇団員によって次々と作り直された。音楽を担当した林光は「音楽を先にきっちりと固めてから芝居をそれに合わせる」オーソドックスな方法では対応出来ないと結論を出した。予算がないこともあり、上演時には俳優たち自身が生演奏を行った。「トラストD.E」上演以降も一部の俳優たちは演奏の練習を続け、「上海バンスキング」の上演において生かされることとなった。
自由劇場の串田からミュージカルの脚本依頼を受けた斎藤は、かつて「もっと泣いてよフラッパー」を上演した際に生演奏をした劇団員によるバンドと、昭和初期の上海のジャズを結びつけようと考えた。しかし、当時のジャズに関する資料が極めて乏しかったために、音楽評論家である瀬川昌久の紹介で戦前に上海や満州に渡って音楽活動をしていた戦前派ジャズメンから情報を入手し執筆の参考にした。また、昭和初期に活動したジャズメンの聞き書きがまとめられた内田晃一の『日本のジャズ史』は想像力を掻き立てられ、参考になったという。

### ロングラン公演
1979年1月から2月にかけて六本木自由劇場にて初演、翌年の1980年3月から4月にかけて再演となった。1981年5月から6月および1983年3月から8月には、博品館劇場をはじめとする劇場においても上演され、さらに1984年の9月から12月にかけては全国公演が行われた。こうして、1980年には48回、1981年には50回、1983年には122回、1984年には87回の公演が行われることとなった。
1990年代に入ってからも再演の回数を増やし、1990年の4月から5月、1991年の5月から6月、1994年の7月から8月には、シアターコクーンで再演された。なお、1992年の7月から8月にも再演されたが、シアターコクーンだけでなく札幌でも公演されることとなった。こうして1990年には26回、1991年には20回、1992年には26回、1994年には34回の公演が行われ、初演の22回を合わせて435回もの公演となった。
2010年には16年ぶりの再演がシアターコクーンで行なわれた。

### 一般的なミュージカルとの差異
ミュージカルの脚本を依頼されて書かれたこともあって、数々の音楽を演奏する場面が登場し、劇中の見せ場となっている。しかし、一般的なミュージカルとは異なった作品である。
一般的なミュージカルでは、歌をセリフの替わりに用いたり、ダンスを演技の替わりに用いたりすることで、表現を行うが、この作品ではそれらの点が見受けらない。音楽を演奏する場面があるのは音楽家を主人公にしているためであり、現代劇と同様に舞台はセリフによって進行する。
演奏するのも外部のプロの演奏家ではなくて、劇団員がみな演奏できるまでに仕上げた（映画『スウィングガールズ』でも上野樹里をはじめ出演者は演奏経験がほとんどなかった）。

## あらすじ
日中戦争が開戦する1年前の1936年の初夏、クラリネット奏者である波多野は、妻であるまどか（マドンナ）と上海にやって来る。軍国主義が広まりつつある日本を離れ、ジャズを自由に演奏できる上海に行くために、波多野は妻をパリに連れて行くとだましたのである。
2人を迎えたトランペット奏者の松本（バクマツ）はギャンブルが好きで、つねにクラブ「セントルイス」のオーナーのラリーから前借り（バンス）をしている。やがて松本はラリーの愛人であるリリーと恋に落ちる。松本に怒りを表すラリーを仲裁するまどかと波多野も、彼らとともにクラブのショーに出演することになる。
松本とリリーが結婚して間もなく日中戦争が始まり、日本の軍隊が上海にも侵略の手を伸ばすことで、上海からは自由もジャズも消えていく。やがて戦争が終わり、再び自由が戻って来た時には、波多野は阿片中毒で廃人となり、戦争に駆り出された松本は戻って来る途中で死んでしまう。

## 登場人物
- 波多野四郎：クラリネット奏者で、まどかの新郎
- マドンナ（正岡まどか）：四郎の新婦
- バクマツ（松本亘）：トランペット奏者
- リリー（林珠麗）：セントルイスのダンサー
- 弘田真造：書生
- 白井中尉：バクマツの中学時代の友人
- ガチャンコ・ラリー：セントルイスの社長
- 方さん：バクマツの家の使用人
- 私服
- 医師
- シングリー・田口
- レイモンド・コバチ
- 宮下
- 王
- ウォン
- サーシャ・スベトラーナ
- マレーネ・シュミット
- 楊麗
- 木下（下士官）
- 兵士たち
- ジャズ・プレイヤーたち
- 女たち
- 中国将校と兵士たち

## 劇中で取り上げられる楽曲
上演に際し、実際に演奏される曲目には若干の異同があるが、CD『上海バンスキング』（1981年）、『上海バンスキングII』（2000年）に収録されている主な楽曲は以下の通り。

### オリジナル楽曲
- ウェルカム上海 - 作詞：串田和美、作曲：越部信義
- 港は雨の晩 - 作詞：串田和美、作曲：越部信義

### その他のおもな楽曲
- 月光価千金 (Get Out and Get Under the Moon) - 日本語詞：三根徳一
- スウィート・ジェニー・リー (Sweet Jennie Lee)
- セントルイス・ブルース
- ダイナ - 日本語詞：門田ゆたか
- 貴方とならば (I'm Following You)
- 上海リル (Shanghai Lil) - 日本語詞：津田出之 作曲：Harry Warren
- レイジー・ボーンズ
- リンゴの木の下で (In the Shade of the Old Apple Tree)
- スィング・スィング・スィング[注 3]
- 波涛を越えて (Sobre las olas)
- 私の青空
- 浮気はやめた (Ain't Misbehavin')
- アレキサンダーズ・ラグタイム・バンド (Alexander's Ragtime Band)
- ペーパー・ドール (Paper Doll)
- スターダスト
- ペーパー・ムーン (It's Only a Paper Moon}
- マイ・ファニー・ヴァレンタイン
- 素敵なあなた
- 明るい表通りで
- サムワン・トゥ・ウォッチ・オーバー・ミー (Someone to Watch Over Me)
- スワニー (Swanee)

## 書誌情報

### 戯曲
- 斎藤憐 『上海バンスキング』 而立書房
- 斎藤憐 『黄昏のボードビル -斎藤憐戯曲集3-』 而立書房、1980年。

### 写真集
- 井出情児 『貴方とならば -上海バンスキング上演写真集』 而立書房、1984年。

## 映画版
これまでに2度映画化されている。

### 1984年版
松坂慶子主演・深作欣二監督により1984年10月6日公開。松竹とシネセゾン（西武流通グループ）とテレビ朝日が共同制作し、上海で実際にロケを行った。
スタッフ
- 監督：深作欣二
- 脚本：田中陽造、深作欣二
- 総指揮：奥山融
- 製作：織田明、斎藤守恒
- 特撮監督：矢島信男
- 音楽：越部信義
- ジャズ考証：瀬川昌久
- 監督補佐：南部英夫
- 監督助手：比嘉一郎、栗山富夫、岩田均、佐光曠
- 製作協力：サニ千葉エンタープライズ、ジャパンアクションクラブ
- 協力：東光徳間、中国電影合作制片公司、上海電影制片厰[13]

キャスト
- 波多野まどか（マドンナ）：松坂慶子
- 波多野四郎（シロー）：風間杜夫
- 松本亘（バクマツ）：宇崎竜童
- 林珠麗（リリー）：志穂美悦子
- 弘田真造：平田満
- 白井中尉：夏木勲
- ラリー：ケン・フランクル
- 方さん：三谷昇[13]
- 石川晶、長谷川康夫、綾田俊樹、湯沢勉、マキノ佐代子、栗原敏、関根大学、相馬剛三、三重街恒二、五野上力、木村修、城春樹、高月忠、西田良、岡嶋艶子、草野大悟、梅津栄[13]

製作
1981年か1982年頃、深作欣二監督が脚本家の田中陽造と仕事の話をしていた際、田中から「『上海バンスキング』の企画が松竹から出て流れてしまった」と聞いた。この時点で田中陽造の『上海バンスキング』の脚本はもう出来ていた。これは『道頓堀川』の撮影前だったという。その後、松竹から深作に「何か映画を考えてくれないか」と仕事の依頼が来て、田中から「『上海バンスキング』をやったらどう?」と言われた。しかし『上海バンスキング』の芝居を観て、どういう具合に映画にするか成算もなく、風間杜夫と平田満は『上海バンスキング』の世界にすんなり入れるキャラクターではと感じたが、あの歌姫をどうするかと考えたとき、いかんせん、松坂慶子は歌はヘタで、ジャズのフィーリングは簡単には出せないと感じた。『上海バンスキング』をやるには松坂に唄と踊りのレッスンをかなり時間をかけないとならず、松坂も自信がないと言うため、このときは見送り。角川春樹から『蒲田行進曲』を勧められたことから、結局、『蒲田行進曲』をやることになった。『キネマ旬報』1992年9月下旬号の深作のインタビューでは「『上海バンスキング』は松坂君が持って来た企画」と述べている。深作は1980年代以降、日本映画を代表する監督の一人となり、一作ごとに新たな試みに挑戦という位置付けだった。
『映画情報』1981年8月号には「松竹が『上海バンスキング』を1981年初めに松坂慶子主演・藤田敏八監督でやろうとしたが、製作が難航している間に、企画としては先に挙がっていた『スローなブギにしてくれ』に藤田監督を取られた」と書かれている。
深作が『蒲田行進曲』を撮った後、松竹から「『蒲田行進曲』と同じメンバーで『上海バンスキング』が作れるか」と深作に依頼があったため、これに応じた。深作は「『蒲田行進曲』がヒットしなかったら、出て来なかった企画でしょうね」と述べている。実際は松竹は『蒲田行進曲』の後に、深作松坂のコンビで1983年に本作ではなく、『旅路』というタイトルの映画を製作する予定だったが、深作に断られ、松竹はなお深作に「好きなものを何でも撮っていいから」と懸命に説得したがダメで、深作は『里見八犬伝』を選んだ。同作の撮影は丸一年かかり、『旅路』は製作中止になり、1984年に入って本作が製作された。深作が『上海バンスキング』の監督オファーを受けた理由については「日中戦争をどういう形かでやってみたかったというのが一つあった」と述べている。
松坂慶子が「撮影に半年かかりまして（1984年）9月6日にやっとクランクアップしました」と話していることから、（1984年）3月頃クランクインしたものと見られる。上海ロケは（1984年）7月予定と報じられていた。 
『蒲田行進曲』の流れからいけば、中心は松坂慶子、風間杜夫、平田満のトリオになるところだが、平田より、もっといい加減なおっちょこちょいのバクマツのキャラクターが欲しいと深作が考え、トランペットも吹ける宇崎竜童を抜擢した。同時代の上海のナイトクラブという時代背景は『インディ・ジョーンズ/魔宮の伝説』の冒頭と同じ。
上海ロケは中国も協力的で衣装なども提供された。上海は古い街並みがまだ残っており、正確性については分からないが、上海の戦い前の上海を再現している。夜はあまり撮影できなかったが、昼間の上海を撮影できたという。上海では当時、『蒲田行進曲』が再上映されていて、『蒲田行進曲』のヒロイン・小夏は当地でも有名で、上海の目抜き通りをパトカー2台が先導してくれ、多い時で見物人が10万人来たという（松坂談）。当地の保安関係者も驚き、松坂に冗談半分に「今日のあなたは大統領夫人ですね」と言ったという。40分頃からの上海の市街戦は戦争映画並みの迫力。これを観た山根貞男も「本当にビックリした」と驚き、岡田茂東映社長からは「戦争の場面に金かけすぎやぞ」と言われ、田中陽造からは「こっちはだらけた女たちの話を一生懸命書いたのに、いつの間にか監督が戦争映画にした」と言われた。深作は「日中戦争の中国人虐殺の場面にジャズやタンゴを乗っけたらどうなるか、と撮影前からワクワクして、つい戦争場面を膨らませてしまった。確かに戦争場面が長すぎることは認めるけど、僕なりにやってみたいと思った方向が失敗だとは思っていない」「ああいう戦争シーンは舞台ではありえないわけだから、若者たちが遭遇した一つの悪夢が戦争だという描き方として必然性のあるものとして敢えて撮った…もっと素材を冷静に見つめ直さないといけなかったというのが自戒の念としてある。ミュージカルの中で戦争という荒事を活かすことは難しかった」などと述べている。日本兵が中国の民間人の腹を銃剣で刺しまくるシーンがあり、これを見た中国人役の林珠麗（志穂美悦子）が「東洋鬼！」と叫ぶ。深作は「（興行成績）はそこそこじゃなかったかな。予想ほどではなかったでしょう。中国の女の子たちが銃剣で突き殺されたりなんてのが神経に刺さったりした側面もあったようですね。そういうことを描く映画ではなかろうと。こっちは、描いて悪いかという気持ちがあるわけだけれど（笑）」などと述べている。上海ロケシーンは上海の戦い前全体の4分の3までで、以降は松竹大船撮影所でのスタジオ撮影。屋内の舞台は皆が住むバクマツ（宇崎竜童）宅とジャズ・クラブ「セントルイス」の2ヵ所だけ。松坂を含め、女優の濡れ場は一切ない。
宣伝
キャッチコピーは、「ドンパチ（戦争）やるよりブンチャカ（音楽）やろうよ」。公開に先立ち、1984年9月24日にはフジテレビ系『夜のヒットスタジオ』に松坂と志穂美が出演し、上述の「月光価千金」「ウェルカム上海」を歌唱した。
作品の評価
『上海バンスキング』には舞台版に異常過ぎるぐらいのファンが多く、そうしたファンからはかなり貶されたという。
金澤誠は「劇中にバクマツがリリーに岡田嘉子のソビエト 亡命を説明する場面がある。国も名声も捨て、愛する者を伴いソビエトへ向かった岡田のエピソードを盛り込んだのは、それは日本人にとって稀有な行動だったからに他ならない。深作は暗に、日本人が日本を捨てきれないこそ戦争が悲劇という絵図しか描けなかったと主張しているようにも見える。もっと中国人との差別や葛藤に突っ込めば、異色の力作になっただろうが、原作戯曲の中途半端な目配せが、そのテーマ性を散漫にしているのは否めない。また基本的に受身の女性を演じて光る松坂慶子には狂言回し的な役柄が持つパワーが弱い。全体のバランスがうまくいかなかったのが惜しい映画である」などと評した。
松島利行は「松坂慶子演じるまどかは当時のモガだが、波多野を恋慕って耐える女、『蒲田行進曲』の小夏に近くなってしまったのは計算違いだろう。また舞台は吉田日出子の名演もあって浮かれたジャズといった部分で捉えられていたが、映画版は登場人物のデカダンス、本来的な不健康さが薄い。戦闘や中国人虐殺が前面に登場するのは映画としては当然で、戦闘シーンの迫力で深作監督の面目躍如といえようか。だからこそ前半ももう少し軟派ないやらしさを描いてよかったのではあるまいか。阿片中毒になった波多野の見果てぬ夢の特撮は不細工にしても、平和と繁栄の表層に浮かんだ最近のボーフラ的文化にたたきつけられた戦中派の怒りは伝わってくる」などと評した。 
テレビ放映
1986年4月20日のテレビ放送（テレビ朝日系『日曜洋画劇場特別企画』）では、13.0%の視聴率（ビデオリサーチ調べ）を記録した。

### 1988年版
「自分達の舞台での仕事を映像化してみたかった」串田自らが制作と監督を務め映画化。
この映画は深作が監督した映画のリメイクとも、劇場の舞台のドキュメンタリーとも異なり、「舞台版から映画版に変奏された物語」をカメラに収録することで「フィクションとドキュメンタリー」や「虚と実」の境界線を無化する作品に仕上がった。そのような作風が話題を集め、1987年度の日本映画監督協会新人賞の選考において、山本政志の『ロビンソンの庭』と最後まで選考争いをすることとなった。
スタッフ
- 監督・脚本・製作：串田和美

キャスト
- 正岡まどか（マドンナ）：吉田日出子
- 波多野四郎：串田和美
- 松本亘（バクマツ）：笹野高史
- 林珠麗（リリー）：今江冬子
- 弘田真造：小日向文世
- 白井中尉：大森博史

劇場公開：1988年3月13日　上映時間：132分